# Цербіг
Цербіг (нім. Zörbig) — місто в Німеччині, розташоване в землі Саксонія-Ангальт. Входить до складу району Ангальт-Біттерфельд.
Площа — 113,26 км2. Населення становить 9139 ос. (станом на 31 грудня 2021).